# جستان سوم
جستان بن وهسودان معروف به جستان سوم (سال‌های حکومت: ۲۵۱ یا ۲۶۰ تا ۳۰۷ ه‍.ق) مشهورترین پادشاه جستانی است که چهل سال حکمرانی کرد.

## زندگی‌نامه
از جستان برای اولین بار در سال ۸۶۵ میلادی در منابع تاریخی یاد می‌شود، هنگامی که پادشاه پیشین جستانی به‌دلیل مخالفت با داعیان علوی، ازسوی آنان از حکومت خلع شد. درآنزمان جستان سوم، بر تخت سلطنت جاستانی جلوس کرد. در ۸۶۶ یا ۶۶۷ میلادی، جستان علیه فرماندار عباسی ری، عبدالله بن عزیز جنگید و پیروز شد، او بسیاری از ساکنان شهر را کشت یا اسیر کرد. جستان بعداً پس از پرداخت ۲٬۰۰۰٬۰۰۰ درهم موافقت کرد که شهر را ترک کند. در سال ۸۶۹، سردار دیگر عباسی، مفلیح الترکی به طبرستان حمله کرد و جستان را در شهر قزوین در همان حوالی شکست داد. اتفاقی که برای علویان خوشایند بود، خروج مفلیح برای مدتی از منطقه بود. در حدود ۸۸۹، جوستان به حاکم جدید علوی محمد بن زید علیه حاکم خراسان، رافی بن هرثاما کمک کرد.
در سال ۹۰۰، سامانیان، که به فرمانروایان جدید خراسان تبدیل شده بودند، در گرگان علویان را شکست دادند و قلمروهای آنها را در طبرستان فتح کردند. آنها همچنین به زودی موفق شدند جستان را شکست دهند؛ اما نتوانستند قلمرو وی را فتح کنند. مدتی بعد، جستان از علوی دیگری به نام حسن العطروش که پس از فتح طبرستان توسط سامانیان، به وی پناهنده شده بود، استقبال کرد.
جاستان و حسن با هم در سالهای ۹۰۲ و ۹۰۳ تلاش کردند تا کنترل طبرستان را بدست آورند، اما موفقیتی کسب نکردند. حسن تصمیم گرفت یک پایگاه قدرت برای خودش بسازد؛ بنابراین او به مأموریت به قبیله‌ها و دیلمی‌های هنوز غیرقابل تغییر در شمال کوه‌های البرز رفت و در آنجا شخصاً به تبلیغ و تبلیغ مساجد پرداخت. تلاش‌های وی به سرعت با موفقیت تاج گذاری شد: کوه‌های دیلمی و گلیت‌ها در شرق رودخانه صفید رود او را به عنوان امام خود با نام ناصر الحق اطروش ("مدافع ایمان واقعی") شناختند و به شاخه خودش از اسلام زیدی که به نام او به عنوان ناصریه نامگذاری شد و از نظر برخی اعمال با شاخه "جریان اصلی" قاسمیه که به تبعیت از تعالیم قاسم بن ابراهیم در طبرستان اتخاذ شده‌بود، متفاوت بود.
این تحول موقعیت جستان را تهدید می‌کرد، اما در این رقابت، حسن بن زید توانست موقعیت خود را تأیید کند و جستان مجبور به بیعت با او شد. جستان در سال ۹۱۹ توسط برادرش علی دیلم، که به حکمران جدید جستانیان تبدیل شد، کشته شد. با این حال، داماد وی محمد بن مسافر که با دخترش خراسویه ازدواج کرده بود. و از سلسله دیگری از دیالمه معروف به سلاریان بود که بر طارم حکمرانی می‌کرد، به‌زودی انتقام قتل جستان را گرفت.